# Friendship and Freedom
Friendship and Freedom, erschienen von 1924 bis 1925, war eine kurzlebige amerikanische homosexuelle Zeitschrift, die von der in Chicago ansässigen Society for Human Rights (SHR) herausgegeben wurde, der ersten Organisation für homosexuelle Rechte in den Vereinigten Staaten.

## Gründung und Erscheinen
Henry Gerber, Gründer der Society for Human Rights, startete die Zeitschrift als Newsletter, den er mit seiner Schreibmaschine tippte. Zweck dieses Newsletters war es, ein Diskussionsforum für homosexuelle Männer anzubieten.
Die erste Ausgabe erschien 1924, eine zweite 1925; weitere Ausgaben erschienen aufgrund einer Razzia durch die Polizei nicht. Friendship and Freedom war die erste bekannte homosexuelle Zeitschrift der Vereinigten Staaten. Der Titel der Zeitschrift, Friendship and Freedom, war eine direkte Übersetzung des Titels der deutschen Homosexuellenzeitschrift Freundschaft und Freiheit.

## Razzia und Einstellung
Gerbers Zimmer in einem Boardinghouse, Erscheinungsort der Friendship and Freedom, wurde bei einer Razzia im Juli 1925 durch die Chicagoer Polizei durchsucht. Alle Gegenstände, die mit der Zeitschrift zusammenhingen, wurden beschlagnahmt, einschließlich der gesamten vorhandenen Auflage, der Schreibmaschine und seiner persönlichen Tagebücher. Gerber wurde verhaftet und erst nach drei Tagen wieder entlassen; Presseberichte beschrieben den Vorgang mit der Schlagzeile „Bizarrer Sexkult entlarvt“.
Alle beschlagnahmten Exemplare der Friendship and Freedom würden durch die Polizei dauerhaft beschlagnahmt und vernichtet. Kein Exemplar der Zeitschrift hat sich, soweit bekannt, bis heute erhalten. Der Nachweis des Erscheinens konnte durch den amerikanischen Historiker Jonathan Ned Katz nur anhand einer Fotografie erbracht werden, die 1927 durch Magnus Hirschfeld veröffentlicht wurde und verschiedene homosexuelle Zeitschriften zeigt, darunter ein Exemplar der Friendship and Freedom aus dem Bestand des Archivs des Instituts für Sexualwissenschaft.